# Ordre royal d’Écosse
L'ordre royal d'Écosse (Royal Order of Scotland) ou ordre de l'héritage de Kilwinning (Order of Heredom of Kilwinning) est un ordre symbolique chevaleresque de la franc-maçonnerie britannique. L'adhésion est accordé aux francs-maçons sur cooptation uniquement. Organisé autour d'une Grande Loge de l'ordre royal d'Écosse qui a son siège social à Édimbourg, il est présent en Grande-Bretagne principalement et dans quelques pays à travers le monde.

## Historique
Une légende maçonnique ancienne affirme que tous les rois d’Écosse ont été membres à la suite du fondateur de l'ordre Robert Bruce. Ce mythe maçonnique n'est attesté par aucun document historique et relève de l'histoire romanesque de la franc-maçonnerie. L'ordre royal d’Écosse est toutefois un système de hauts grades maçonniques britanniques parmi les plus anciens de l’histoire. Selon Keith B.Jackson, sa pratique est attestée dans les documents d'archives de la Grande Loge unie d'Angleterre depuis 1741, des documents qui retracent l’existence de plusieurs loges de cet ordre en Angleterre avant d'apparaitre en Écosse et en fait un système maçonnique très anciens. Selon Robert Strathern Lindsay dans son ouvrage The Royal Order of Scotland paru en 1972, l'ordre est créé entre 1725 et 1741 en réaction à la suppression des éléments chrétiens des rites maçonniques des trois premiers degrés.
Toutefois, le premier document historique attesté comme authentique est une patente de création d'une loge, daté du 22 juillet 1750. L'ordre s'implante en France en 1786, dans la ville de Rouen par des francs-maçons d’Édimbourg. Il résiste à la centralisation qu'impose le Grand Orient de France depuis sa création en 1783, jusqu'en 1806, quand Jean-Jacques-Régis de Cambacérès accepte la charge de grand-maître d'honneur de l'ordre

## Grades et décors

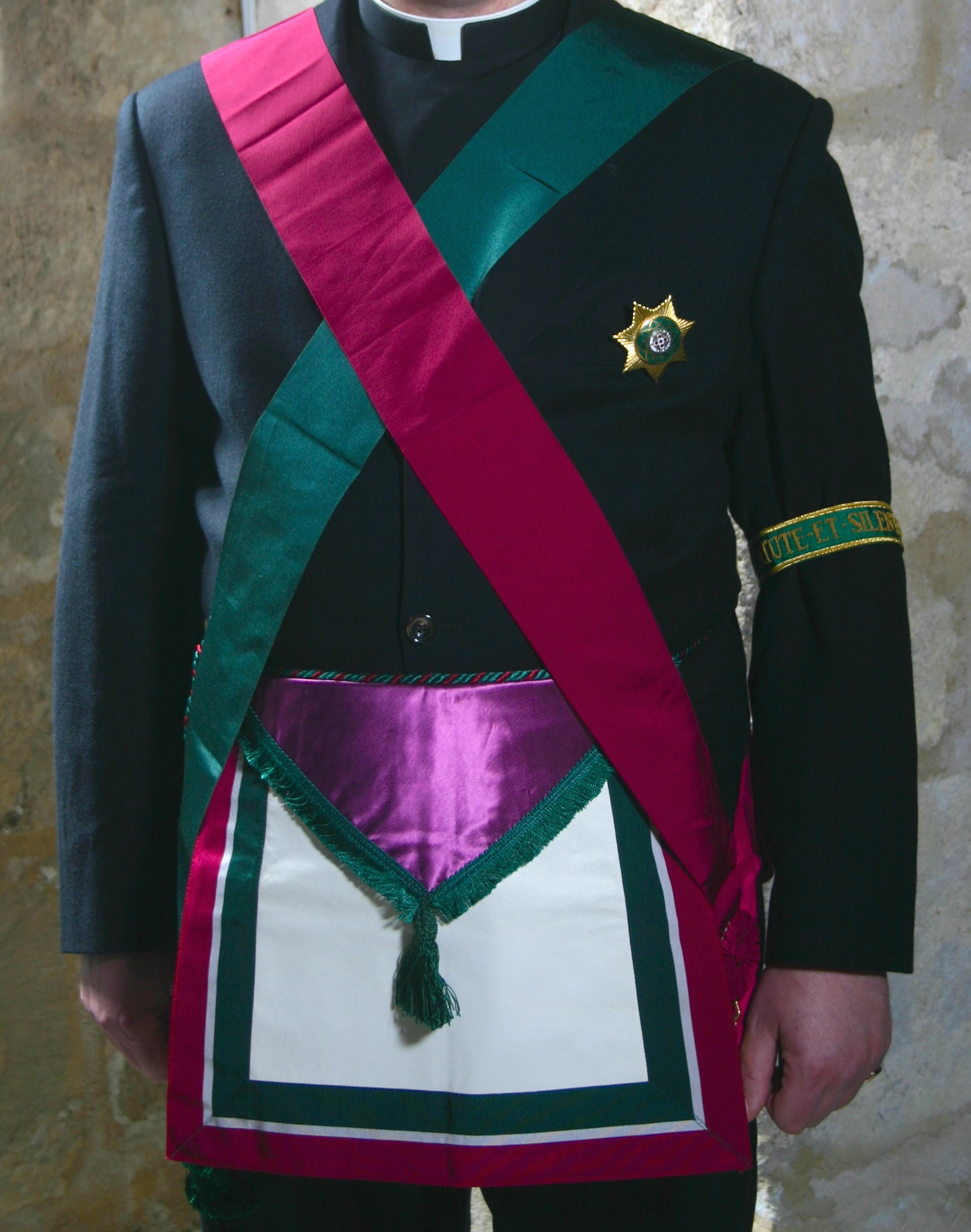
Décors portés de l'ordre royal d’Écosse

L'Ordre royal de la Grande Loge d’Écosse, qui s'affirme comme chrétien, et les grandes loges provinciales confèrent deux degrés  :
- Héritage de Kilwinning (Heredom of Kilwinning)
- Chevalerie de la Rose-Croix (Knightwood of the Rosy Cross)

Le bijou du grade est composé d'un triple triangle entrecroisé formant neuf pointes. Au centre un cercle contient à l'intérieur une croix de Saint André et la devise « Gloria in Excelsis Deo » (Gloire à Dieu). Le tout forme une étoile flamboyante, les couleurs sont le rouge et le vert, un ruban porté généralement au bras porte la maxime : « Virtute et Silentio » (Par la Force et par le Silence).